# Ciprusi uralkodók házastársainak listája

A Ciprusi Királyság címere

A ciprusi uralkodók házastársainak listáját tartalmazza az alábbi táblázat 1184-től 1489-ig.

## Komnénosz-dinasztia, 1184–1191
| Képe | Címere | Neve                   | Apja                                          | Születése | Házassága | Uralkodói hitvessé válása | Uralkodói hitvesi státus vége | Halála    | Házastársa                              |
| ---- | ------ | ---------------------- | --------------------------------------------- | --------- | --------- | ------------------------- | ----------------------------- | --------- | --------------------------------------- |
| –    |        | Szicíliai N. császárné | ? I. Vilmos szicíliai király (Hauteville-ház) | ?         | 1185/86   | 1185/86                   | 1191 férje trónfosztása       | 1192 után | I. Izsák despota, majd császár Cipruson |
| Képe | Címere | Neve                   | Apja                                          | Születése | Házassága | Uralkodói hitvessé válása | Uralkodói hitvesi státus vége | Halála    | Házastársa                              |

## Lusignan-dinasztia, 1192–1489
| Képe | Címere | Neve | Apja | Születése | Házassága | Uralkodói hitvessé válása (koronázása) | Uralkodói hitvesi státus vége | Halála | Házastársa                         |
| --- | --- | --- | --- | --- | --- | --- | --- | --- | ---------------------------------- |
| Felesége halála után nem nősült újra, uralkodása alatt nem volt házastársa 1192–1194 | Felesége halála után nem nősült újra, uralkodása alatt nem volt házastársa 1192–1194 | Felesége halála után nem nősült újra, uralkodása alatt nem volt házastársa 1192–1194 | Felesége halála után nem nősült újra, uralkodása alatt nem volt házastársa 1192–1194 | Felesége halála után nem nősült újra, uralkodása alatt nem volt házastársa 1192–1194 | Felesége halála után nem nősült újra, uralkodása alatt nem volt házastársa 1192–1194 | Felesége halála után nem nősült újra, uralkodása alatt nem volt házastársa 1192–1194 | Felesége halála után nem nősült újra, uralkodása alatt nem volt házastársa 1192–1194 | Felesége halála után nem nősült újra, uralkodása alatt nem volt házastársa 1192–1194 | I. Guido Ciprus ura                |
| – | | Ibelin Eschiva úrnő | Ibelin Balduin (Ibelin család) | 1160 | 1175. október 29. előtt | 1194. július 18. férje trónra lépte 1195. október VI. Henrik német-római császár elismeri Imre királyi címét, ezzel együtt Ciprus függetlenségét (szuverenitását) is. | 1196/1197 | 1196/1197 | Imre Ciprus ura majd királya       |
| | | Anjou Izabella királyné | Amalrik jeruzsálemi király ((Második) Anjou-ház) | 1171 | 1198. január, Akkón | 1198. január, Akkón | 1205. április 1. férje halála | 1206. április 1. előtt | Imre Ciprus ura majd királya       |
| | | Champagne-i Aliz királyné | I. Henrik iure uxoris jeruzsálemi király és II. Henrik néven champagne-i gróf (Blois-ház) | 1195/1196 | 1208/1210. szeptember, Nicosia | 1208/1210. szeptember, Nicosia | 1218. január 10. férje halála | 1247 | I. Hugó                            |
| – | | Montferrati Aliz királyné | VI. Vilmos montferrati őrgróf (Aleramid-ház) | 1214/15 | 1229. május, Limassol | 1229. május, Limassol | 1233. április előtt | 1233. április előtt | I. Henrik                          |
| – | | Szaven-Pahlavuni Stefánia királyné | Barbaroni Konstantin, Örményország régense (Szaven-Pahlavuni-ház) | 1217 | 1237. november 17. előtt, Nicosia | 1237. november 17. előtt, Nicosia | 1249. április 1./szeptember | 1249. április 1./szeptember | I. Henrik                          |
| – | | Poitiers-i Plaisance királyné | V. Bohemund antiochiai fejedelem (Poitiers-ház) | 1237/1238 | 1250. szeptember, Nicosia | 1250. szeptember, Nicosia | 1253. január 18. férje halála | 1261. szeptember 22./27. | I. Henrik                          |
| – | | Ibelin-Bejrúti Izabella királyné | II. János bejrúti úr (Ibelin család) | 1252 | 1265. május 12., Nicosia | 1265. május 12., Nicosia | 1267. december 5. férje halála | 1282/1283. november előtt | II. Hugó                           |
| – | | Ibelin Izabella királyné | Ibelin Guido ciprusi hadsereg-főparancsnok (Ibelin család) | 1241/42 | 1255. január 23. után | 1267. december 5. férje trónra lépte | 1284. március 24. férje halála | 1324. június 2. | III. Hugó                          |
| Nem nősült meg, uralkodása alatt nem volt házastársa 1284–1285 | Nem nősült meg, uralkodása alatt nem volt házastársa 1284–1285 | Nem nősült meg, uralkodása alatt nem volt házastársa 1284–1285 | Nem nősült meg, uralkodása alatt nem volt házastársa 1284–1285 | Nem nősült meg, uralkodása alatt nem volt házastársa 1284–1285 | Nem nősült meg, uralkodása alatt nem volt házastársa 1284–1285 | Nem nősült meg, uralkodása alatt nem volt házastársa 1284–1285 | Nem nősült meg, uralkodása alatt nem volt házastársa 1284–1285 | Nem nősült meg, uralkodása alatt nem volt házastársa 1284–1285 | I. János                           |
| Trónfosztásáig nem nősült meg, első uralkodása alatt nem volt házastársa 1285–1306 | Trónfosztásáig nem nősült meg, első uralkodása alatt nem volt házastársa 1285–1306 | Trónfosztásáig nem nősült meg, első uralkodása alatt nem volt házastársa 1285–1306 | Trónfosztásáig nem nősült meg, első uralkodása alatt nem volt házastársa 1285–1306 | Trónfosztásáig nem nősült meg, első uralkodása alatt nem volt házastársa 1285–1306 | Trónfosztásáig nem nősült meg, első uralkodása alatt nem volt házastársa 1285–1306 | Trónfosztásáig nem nősült meg, első uralkodása alatt nem volt házastársa 1285–1306 | Trónfosztásáig nem nősült meg, első uralkodása alatt nem volt házastársa 1285–1306 | Trónfosztásáig nem nősült meg, első uralkodása alatt nem volt házastársa 1285–1306 | II. Henrik                         |
| – | | Szaven-Pahlavuni Izabella kormányzóné | II. Leó örmény király (Szaven-Pahlavuni-ház) | 1276. január 12./1277. január 11. | 1293. január 7./1294. január 6., Nicosia | 1306. április 26. férje trónra lépte | 1310. június 5. férje meggyilkolása | 1323. április 9. előtt/május | Türoszi Amalrik Ciprus kormányzója |
| – | | Aragóniai Konstancia királyné | II. Frigyes szicíliai király (Barcelonai-ház) | 1306 | 1317. október 16., Nicosia házasságkötése és koronázása | 1317. október 16., Nicosia házasságkötése és koronázása | 1324. augusztus 31. férje halála | 1344. június 19. után | II. Henrik újra                    |
| – | | Ibelin Aliz királyné | Ibelin Guido nicosiai úr (Ibelin-ház) | 1304/06 | 1318. június 18. pápai diszpenzáció | 1324. március 31. férje trónra lépte 1324. április 15., Nicosia koronázása | 1359. október 10. férje halála | 1386. augusztus 6. után | IV. Hugó                           |
| – | | Aragóniai Eleonóra királyné | I. Péter ribagorçai gróf (Barcelonai-ház) | 1333 | 1353. szeptember | 1358. november 24., Nicosia kettejük koronázása trónörökösként és trónörökösnéként 1359 október 10. férje trónra lépte | 1369. január 16. férje meggyilkolása | 1417. december 26. | I. Péter                           |
| – | | Visconti Valentina királyné | I. Barnabás milánói úr (Visconti-ház) | 1360/1362 | 1378. július/augusztus, Nicosia | 1378. július/augusztus, Nicosia | 1382. október 13. férje halála | 1393. szeptember előtt | II. (Kövér) Péter                  |
| – | | Braunschweigi Helvis királyné | Fülöp braunschweig–grubenhageni herceg (Welf-ház) | 1353/54 március után | 1365. május 1. pápai diszpenzáció | 1382. október 13. férje trónra lépte | 1398. szeptember 9. férje halála | 1421. január 15./1422. január 15. | I. Jakab                           |
| – | | Visconti Anglesia királyné | I. Barnabás milánói úr (Visconti-ház) | 1374/80 | 1400. január után | 1400. január után | 1408 válás | 1439. október 12. | I. Janus                           |
| | | Bourbon Sarolta királyné | I. János la marche-i gróf (Bourbon-ház) | 1388 | 1411. augusztus 25., Nicosia | 1411. augusztus 25., Nicosia | 1422. január 15. | 1422. január 15. | I. Janus                           |
| – | | Palaiologina Amadea királyné | János Jakab montferrati őrgróf (Palaiologosz-ház) | 1420 (körül) | 1440. július 13., Nicosia házasságkötése és koronázása | 1440. július 13., Nicosia házasságkötése és koronázása | 1440. szeptember 13. | 1440. szeptember 13. | II. János                          |
| – | | Palaiologina Ilona királyné | II. Teodor moreai despota (Palaiologosz-ház) | 1428. február 3. | 1442. február 3., Nicosia | 1442. február 3., Nicosia | 1458. április 11. | 1458. április 11. | II. János                          |
| | | Savoyai Lajos a királynő férje iure uxoris király | I. Lajos savoyai herceg (Savoyai-ház) | 1436. június 5. | 1459. október 4., Nicosia házasságkötése 1459. október 7., Nicosia koronázása, amivel elnyeri a iure uxoris királyi címet | 1459. október 4., Nicosia házasságkötése 1459. október 7., Nicosia koronázása, amivel elnyeri a iure uxoris királyi címet | 1460. szeptember 26. Sarolta fattyú bátyja elfoglalja Nicosiát, ezzel a sziget kettészakad, a polgárháború kezdete. 1461. szeptember Feleségével formális lemondás nélkül elhagyják a szigetet. 1464. Híveik is elhagyják a szigetet, a polgárháborút Sarolta bátyja nyeri                                                                               | 1482. július 16. | I. Sarolta                         |
| | | Cornaro Katalin királyné | Marco Cornaro velencei patrícius (Cornaro család) | 1454. április 30./november 25. | 1472. december, Famagusta | 1472. december, Famagusta | 1473. július 10. férje halála | 1510. július 10. | II. (Fattyú) Jakab                 |
| Két nappal az első születésnapja előtt meghalt 1473–1474 | Két nappal az első születésnapja előtt meghalt 1473–1474 | Két nappal az első születésnapja előtt meghalt 1473–1474 | Két nappal az első születésnapja előtt meghalt 1473–1474 | Két nappal az első születésnapja előtt meghalt 1473–1474 | Két nappal az első születésnapja előtt meghalt 1473–1474 | Két nappal az első születésnapja előtt meghalt 1473–1474 | Két nappal az első születésnapja előtt meghalt 1473–1474 | Két nappal az első születésnapja előtt meghalt 1473–1474 | III. (Utószülött) Jakab            |
| Férje halála után nem házasodott újra, a Velencei Köztársaság megakadályozta ebben, így uralkodása alatt nem volt királyi hitves 1474–1489 | Férje halála után nem házasodott újra, a Velencei Köztársaság megakadályozta ebben, így uralkodása alatt nem volt királyi hitves 1474–1489 | Férje halála után nem házasodott újra, a Velencei Köztársaság megakadályozta ebben, így uralkodása alatt nem volt királyi hitves 1474–1489 | Férje halála után nem házasodott újra, a Velencei Köztársaság megakadályozta ebben, így uralkodása alatt nem volt királyi hitves 1474–1489 | Férje halála után nem házasodott újra, a Velencei Köztársaság megakadályozta ebben, így uralkodása alatt nem volt királyi hitves 1474–1489 | Férje halála után nem házasodott újra, a Velencei Köztársaság megakadályozta ebben, így uralkodása alatt nem volt királyi hitves 1474–1489 | Férje halála után nem házasodott újra, a Velencei Köztársaság megakadályozta ebben, így uralkodása alatt nem volt királyi hitves 1474–1489 | Férje halála után nem házasodott újra, a Velencei Köztársaság megakadályozta ebben, így uralkodása alatt nem volt királyi hitves 1474–1489 | Férje halála után nem házasodott újra, a Velencei Köztársaság megakadályozta ebben, így uralkodása alatt nem volt királyi hitves 1474–1489 | I. (Cornaro) Katalin               |
| Cornaro Katalin lemondatásával közvetlen velencei uralom veszi kezdetét, amely eltörli a királyságot, és Ciprus elveszti a teljes önállóságát 1489–1571 | Cornaro Katalin lemondatásával közvetlen velencei uralom veszi kezdetét, amely eltörli a királyságot, és Ciprus elveszti a teljes önállóságát 1489–1571 | Cornaro Katalin lemondatásával közvetlen velencei uralom veszi kezdetét, amely eltörli a királyságot, és Ciprus elveszti a teljes önállóságát 1489–1571 | Cornaro Katalin lemondatásával közvetlen velencei uralom veszi kezdetét, amely eltörli a királyságot, és Ciprus elveszti a teljes önállóságát 1489–1571 | Cornaro Katalin lemondatásával közvetlen velencei uralom veszi kezdetét, amely eltörli a királyságot, és Ciprus elveszti a teljes önállóságát 1489–1571 | Cornaro Katalin lemondatásával közvetlen velencei uralom veszi kezdetét, amely eltörli a királyságot, és Ciprus elveszti a teljes önállóságát 1489–1571 | Cornaro Katalin lemondatásával közvetlen velencei uralom veszi kezdetét, amely eltörli a királyságot, és Ciprus elveszti a teljes önállóságát 1489–1571 | Cornaro Katalin lemondatásával közvetlen velencei uralom veszi kezdetét, amely eltörli a királyságot, és Ciprus elveszti a teljes önállóságát 1489–1571 | Cornaro Katalin lemondatásával közvetlen velencei uralom veszi kezdetét, amely eltörli a királyságot, és Ciprus elveszti a teljes önállóságát 1489–1571 | Velencei Köztársaság               |
| Az oszmán uralom alatt Ciprus továbbra sem létező állam 1571–1914 | Az oszmán uralom alatt Ciprus továbbra sem létező állam 1571–1914 | Az oszmán uralom alatt Ciprus továbbra sem létező állam 1571–1914 | Az oszmán uralom alatt Ciprus továbbra sem létező állam 1571–1914 | Az oszmán uralom alatt Ciprus továbbra sem létező állam 1571–1914 | Az oszmán uralom alatt Ciprus továbbra sem létező állam 1571–1914 | Az oszmán uralom alatt Ciprus továbbra sem létező állam 1571–1914 | Az oszmán uralom alatt Ciprus továbbra sem létező állam 1571–1914 | Az oszmán uralom alatt Ciprus továbbra sem létező állam 1571–1914 | Oszmán Birodalom                   |
| A brit uralom alatt Ciprus szuverenitása változatlanul csorbát szenved 1914–1960 | A brit uralom alatt Ciprus szuverenitása változatlanul csorbát szenved 1914–1960 | A brit uralom alatt Ciprus szuverenitása változatlanul csorbát szenved 1914–1960 | A brit uralom alatt Ciprus szuverenitása változatlanul csorbát szenved 1914–1960 | A brit uralom alatt Ciprus szuverenitása változatlanul csorbát szenved 1914–1960 | A brit uralom alatt Ciprus szuverenitása változatlanul csorbát szenved 1914–1960 | A brit uralom alatt Ciprus szuverenitása változatlanul csorbát szenved 1914–1960 | A brit uralom alatt Ciprus szuverenitása változatlanul csorbát szenved 1914–1960 | A brit uralom alatt Ciprus szuverenitása változatlanul csorbát szenved 1914–1960 | Brit Birodalom                     |
| A függetlenség helyreállításával a köztársasági államformát kiáltják ki Cipruson 1960–napjainkig | A függetlenség helyreállításával a köztársasági államformát kiáltják ki Cipruson 1960–napjainkig | A függetlenség helyreállításával a köztársasági államformát kiáltják ki Cipruson 1960–napjainkig | A függetlenség helyreállításával a köztársasági államformát kiáltják ki Cipruson 1960–napjainkig | A függetlenség helyreállításával a köztársasági államformát kiáltják ki Cipruson 1960–napjainkig | A függetlenség helyreállításával a köztársasági államformát kiáltják ki Cipruson 1960–napjainkig | A függetlenség helyreállításával a köztársasági államformát kiáltják ki Cipruson 1960–napjainkig | A függetlenség helyreállításával a köztársasági államformát kiáltják ki Cipruson 1960–napjainkig | A függetlenség helyreállításával a köztársasági államformát kiáltják ki Cipruson 1960–napjainkig | Ciprusi Köztársaság                |
| A görög és török etnikum közötti feszültségek következtében, valamint Görögországnak és Törökországnak a rivalizálása a ciprusi fennhatóság kérdésében Ciprus kettészakadásához vezet, ezért a szigetnek a törökök által megszállt északi része egyoldalúan kikiáltja függetlenségét 1983-ban, amit a világon csak Törökország ismer el. 1983–napjainkig | A görög és török etnikum közötti feszültségek következtében, valamint Görögországnak és Törökországnak a rivalizálása a ciprusi fennhatóság kérdésében Ciprus kettészakadásához vezet, ezért a szigetnek a törökök által megszállt északi része egyoldalúan kikiáltja függetlenségét 1983-ban, amit a világon csak Törökország ismer el. 1983–napjainkig | A görög és török etnikum közötti feszültségek következtében, valamint Görögországnak és Törökországnak a rivalizálása a ciprusi fennhatóság kérdésében Ciprus kettészakadásához vezet, ezért a szigetnek a törökök által megszállt északi része egyoldalúan kikiáltja függetlenségét 1983-ban, amit a világon csak Törökország ismer el. 1983–napjainkig | A görög és török etnikum közötti feszültségek következtében, valamint Görögországnak és Törökországnak a rivalizálása a ciprusi fennhatóság kérdésében Ciprus kettészakadásához vezet, ezért a szigetnek a törökök által megszállt északi része egyoldalúan kikiáltja függetlenségét 1983-ban, amit a világon csak Törökország ismer el. 1983–napjainkig | A görög és török etnikum közötti feszültségek következtében, valamint Görögországnak és Törökországnak a rivalizálása a ciprusi fennhatóság kérdésében Ciprus kettészakadásához vezet, ezért a szigetnek a törökök által megszállt északi része egyoldalúan kikiáltja függetlenségét 1983-ban, amit a világon csak Törökország ismer el. 1983–napjainkig | A görög és török etnikum közötti feszültségek következtében, valamint Görögországnak és Törökországnak a rivalizálása a ciprusi fennhatóság kérdésében Ciprus kettészakadásához vezet, ezért a szigetnek a törökök által megszállt északi része egyoldalúan kikiáltja függetlenségét 1983-ban, amit a világon csak Törökország ismer el. 1983–napjainkig | A görög és török etnikum közötti feszültségek következtében, valamint Görögországnak és Törökországnak a rivalizálása a ciprusi fennhatóság kérdésében Ciprus kettészakadásához vezet, ezért a szigetnek a törökök által megszállt északi része egyoldalúan kikiáltja függetlenségét 1983-ban, amit a világon csak Törökország ismer el. 1983–napjainkig | A görög és török etnikum közötti feszültségek következtében, valamint Görögországnak és Törökországnak a rivalizálása a ciprusi fennhatóság kérdésében Ciprus kettészakadásához vezet, ezért a szigetnek a törökök által megszállt északi része egyoldalúan kikiáltja függetlenségét 1983-ban, amit a világon csak Törökország ismer el. 1983–napjainkig | A görög és török etnikum közötti feszültségek következtében, valamint Görögországnak és Törökországnak a rivalizálása a ciprusi fennhatóság kérdésében Ciprus kettészakadásához vezet, ezért a szigetnek a törökök által megszállt északi része egyoldalúan kikiáltja függetlenségét 1983-ban, amit a világon csak Törökország ismer el. 1983–napjainkig | Észak-ciprusi Török Köztársaság    |
| Képe | Címere | Neve | Apja | Születése | Házassága | Uralkodói hitvessé válása (koronázása) | Uralkodói hitvesi státus vége | Halála | Házastársa                         |

## Savoyai-dinasztia: címzetes uralkodók, 1487–1946
| Képe | Címere | Neve | Apja | Születése | Házassága | Uralkodói hitvessé válása | Uralkodói hitvesi státus vége | Halála | Házastársa  |
| --- | --- | --- | --- | --- | --- | --- | --- | --- | ----------- |
| Miután egyetlen fia, Savoyai Hugó ciprusi királyi herceg kiskorában elhunyt, valamint a fogadott fia, Aragóniai Alfonz, I. Ferdinánd nápolyi király természetes fia révén nem tudta visszaszerezni a trónját, I. Sarolta ciprusi királynő 1485-ben örökösödési szerződést kötött unokaöccsével, I. Károly savoyai herceggel, I. Janus ciprusi király dédunokájával, és a trónfosztott királynő évjáradék fejében a Savoyai-házra hagyta a ciprusi, jeruzsálemi és örmény királyi címét. Sarolta halála (1487) után a Savoyai-ház mindenkori feje viselte a Ciprus, Jeruzsálem és Örményország királya címeket egészen 1946-ig, II. Umbertó olasz király olaszországi trónfosztásáig, valamint ezeknek az uralkodóknak a házastársa pedig a Ciprus, Jeruzsálem és Örményország királynéja titulusokat. 1487–1946 | Miután egyetlen fia, Savoyai Hugó ciprusi királyi herceg kiskorában elhunyt, valamint a fogadott fia, Aragóniai Alfonz, I. Ferdinánd nápolyi király természetes fia révén nem tudta visszaszerezni a trónját, I. Sarolta ciprusi királynő 1485-ben örökösödési szerződést kötött unokaöccsével, I. Károly savoyai herceggel, I. Janus ciprusi király dédunokájával, és a trónfosztott királynő évjáradék fejében a Savoyai-házra hagyta a ciprusi, jeruzsálemi és örmény királyi címét. Sarolta halála (1487) után a Savoyai-ház mindenkori feje viselte a Ciprus, Jeruzsálem és Örményország királya címeket egészen 1946-ig, II. Umbertó olasz király olaszországi trónfosztásáig, valamint ezeknek az uralkodóknak a házastársa pedig a Ciprus, Jeruzsálem és Örményország királynéja titulusokat. 1487–1946 | Miután egyetlen fia, Savoyai Hugó ciprusi királyi herceg kiskorában elhunyt, valamint a fogadott fia, Aragóniai Alfonz, I. Ferdinánd nápolyi király természetes fia révén nem tudta visszaszerezni a trónját, I. Sarolta ciprusi királynő 1485-ben örökösödési szerződést kötött unokaöccsével, I. Károly savoyai herceggel, I. Janus ciprusi király dédunokájával, és a trónfosztott királynő évjáradék fejében a Savoyai-házra hagyta a ciprusi, jeruzsálemi és örmény királyi címét. Sarolta halála (1487) után a Savoyai-ház mindenkori feje viselte a Ciprus, Jeruzsálem és Örményország királya címeket egészen 1946-ig, II. Umbertó olasz király olaszországi trónfosztásáig, valamint ezeknek az uralkodóknak a házastársa pedig a Ciprus, Jeruzsálem és Örményország királynéja titulusokat. 1487–1946 | Miután egyetlen fia, Savoyai Hugó ciprusi királyi herceg kiskorában elhunyt, valamint a fogadott fia, Aragóniai Alfonz, I. Ferdinánd nápolyi király természetes fia révén nem tudta visszaszerezni a trónját, I. Sarolta ciprusi királynő 1485-ben örökösödési szerződést kötött unokaöccsével, I. Károly savoyai herceggel, I. Janus ciprusi király dédunokájával, és a trónfosztott királynő évjáradék fejében a Savoyai-házra hagyta a ciprusi, jeruzsálemi és örmény királyi címét. Sarolta halála (1487) után a Savoyai-ház mindenkori feje viselte a Ciprus, Jeruzsálem és Örményország királya címeket egészen 1946-ig, II. Umbertó olasz király olaszországi trónfosztásáig, valamint ezeknek az uralkodóknak a házastársa pedig a Ciprus, Jeruzsálem és Örményország királynéja titulusokat. 1487–1946 | Miután egyetlen fia, Savoyai Hugó ciprusi királyi herceg kiskorában elhunyt, valamint a fogadott fia, Aragóniai Alfonz, I. Ferdinánd nápolyi király természetes fia révén nem tudta visszaszerezni a trónját, I. Sarolta ciprusi királynő 1485-ben örökösödési szerződést kötött unokaöccsével, I. Károly savoyai herceggel, I. Janus ciprusi király dédunokájával, és a trónfosztott királynő évjáradék fejében a Savoyai-házra hagyta a ciprusi, jeruzsálemi és örmény királyi címét. Sarolta halála (1487) után a Savoyai-ház mindenkori feje viselte a Ciprus, Jeruzsálem és Örményország királya címeket egészen 1946-ig, II. Umbertó olasz király olaszországi trónfosztásáig, valamint ezeknek az uralkodóknak a házastársa pedig a Ciprus, Jeruzsálem és Örményország királynéja titulusokat. 1487–1946 | Miután egyetlen fia, Savoyai Hugó ciprusi királyi herceg kiskorában elhunyt, valamint a fogadott fia, Aragóniai Alfonz, I. Ferdinánd nápolyi király természetes fia révén nem tudta visszaszerezni a trónját, I. Sarolta ciprusi királynő 1485-ben örökösödési szerződést kötött unokaöccsével, I. Károly savoyai herceggel, I. Janus ciprusi király dédunokájával, és a trónfosztott királynő évjáradék fejében a Savoyai-házra hagyta a ciprusi, jeruzsálemi és örmény királyi címét. Sarolta halála (1487) után a Savoyai-ház mindenkori feje viselte a Ciprus, Jeruzsálem és Örményország királya címeket egészen 1946-ig, II. Umbertó olasz király olaszországi trónfosztásáig, valamint ezeknek az uralkodóknak a házastársa pedig a Ciprus, Jeruzsálem és Örményország királynéja titulusokat. 1487–1946 | Miután egyetlen fia, Savoyai Hugó ciprusi királyi herceg kiskorában elhunyt, valamint a fogadott fia, Aragóniai Alfonz, I. Ferdinánd nápolyi király természetes fia révén nem tudta visszaszerezni a trónját, I. Sarolta ciprusi királynő 1485-ben örökösödési szerződést kötött unokaöccsével, I. Károly savoyai herceggel, I. Janus ciprusi király dédunokájával, és a trónfosztott királynő évjáradék fejében a Savoyai-házra hagyta a ciprusi, jeruzsálemi és örmény királyi címét. Sarolta halála (1487) után a Savoyai-ház mindenkori feje viselte a Ciprus, Jeruzsálem és Örményország királya címeket egészen 1946-ig, II. Umbertó olasz király olaszországi trónfosztásáig, valamint ezeknek az uralkodóknak a házastársa pedig a Ciprus, Jeruzsálem és Örményország királynéja titulusokat. 1487–1946 | Miután egyetlen fia, Savoyai Hugó ciprusi királyi herceg kiskorában elhunyt, valamint a fogadott fia, Aragóniai Alfonz, I. Ferdinánd nápolyi király természetes fia révén nem tudta visszaszerezni a trónját, I. Sarolta ciprusi királynő 1485-ben örökösödési szerződést kötött unokaöccsével, I. Károly savoyai herceggel, I. Janus ciprusi király dédunokájával, és a trónfosztott királynő évjáradék fejében a Savoyai-házra hagyta a ciprusi, jeruzsálemi és örmény királyi címét. Sarolta halála (1487) után a Savoyai-ház mindenkori feje viselte a Ciprus, Jeruzsálem és Örményország királya címeket egészen 1946-ig, II. Umbertó olasz király olaszországi trónfosztásáig, valamint ezeknek az uralkodóknak a házastársa pedig a Ciprus, Jeruzsálem és Örményország királynéja titulusokat. 1487–1946 | Miután egyetlen fia, Savoyai Hugó ciprusi királyi herceg kiskorában elhunyt, valamint a fogadott fia, Aragóniai Alfonz, I. Ferdinánd nápolyi király természetes fia révén nem tudta visszaszerezni a trónját, I. Sarolta ciprusi királynő 1485-ben örökösödési szerződést kötött unokaöccsével, I. Károly savoyai herceggel, I. Janus ciprusi király dédunokájával, és a trónfosztott királynő évjáradék fejében a Savoyai-házra hagyta a ciprusi, jeruzsálemi és örmény királyi címét. Sarolta halála (1487) után a Savoyai-ház mindenkori feje viselte a Ciprus, Jeruzsálem és Örményország királya címeket egészen 1946-ig, II. Umbertó olasz király olaszországi trónfosztásáig, valamint ezeknek az uralkodóknak a házastársa pedig a Ciprus, Jeruzsálem és Örményország királynéja titulusokat. 1487–1946 | Savoyai-ház |
| Képe | Címere | Neve | Apja | Születése | Házassága | Uralkodói hitvessé válása | Uralkodói hitvesi státus vége | Halála | Házastársa  |